# Следотърсачът (сериал)
„Следотърсачът“ (на английски: Tracker) е американски екшън драматичен сериал по идея на Бен Уинтърс и е адаптация на романа „Избягай, ако можеш“, написан от Джефри Дивър през 2019 г. Главната роля се изпълнява от Джъстин Хартли. Сериалът е продуциран от 20th Television. Премиерата на сериала е излъчена на 11 февруари 2024 г. Подновен е за втори сезон, чиято премиера е на 13 октомври 2024 г.

## В България
В България сериалът започва излъчване по „Стар Ченъл“ на 1 април 2024 г. с разписание всеки понеделник от 21:00 ч. Дублажът е на „Андарта Студио“. Ролите се озвучават от Елена Грозданова, Цветослава Симеонова, Борис Кашев, Симеон Дамянов и Георги Стоянов.